# Austal
Austal ist eine australische Werft, die sich auf Katamaranfähren sowie auf Schiffe in Aluminiumbauweise spezialisiert hat. Größter Aktionär des Unternehmens ist die HSBC mit 30,8 % der Anteile.

## Geschichte
Das Unternehmen wurde 1988 in Henderson, Western Australia, gegründet. Ziel war die Produktion von Schiffen hoher Qualität für den internationalen Markt. Bereits fünf Jahre nach der Unternehmensgründung war Austal weltweiter Marktführer bei 40-m-Passagierkatamaranen. Der große Erfolg auf dem asiatischen Markt und der Einstieg in Automobilfähren eröffnete dem Unternehmen 1993 neue Märkte in Europa, im Mittelmeerraum und im asiatisch-pazifischen Raum.
1998 notierte das Unternehmen an der Australian Stock Exchange, und stieg im selben Jahr in die Fertigung von Küstenwachschiffen ein. Ebenfalls 1998 wurde eine bestehende, auf Aluminiumbau spezialisierte Werft auf Tasmanien übernommen, und für den lokalen US-amerikanischen Markt eine Werft in Mobile, Alabama, gegründet. Dies eröffnete dem Unternehmen auch die Möglichkeit, Ausrüster der US-Marine zu werden.
Seitdem nimmt die Entwicklung und der Bau von militärischen Schiffen einen wichtigen Stellenwert bei Austal ein. 2001 ist Austal der erste Lieferant der US-Marine für TSV-Schiffe, seit 2004 ist das Unternehmen über ein von General Dynamics geleitetes Konsortium an der Entwicklung von LCS-Schiffen der Independence-Klasse beteiligt. 2008 gewann Austal die Ausschreibung der US-Marine für JHSV-Schiffe.
Neben dem militärischen Sektor baute Austal seine Fertigung ziviler Schiffe und Schnellfähren kontinuierlich fort und ist heute zusammen mit Incat einer der Weltmarktführer für Schnellfähren. Die parallele Entwicklung ziviler und militärischer Schiffe sorgt für vorteilhafte Synergieeffekte. So basieren z. B. die Schnellfähren wie die Benchijigua Express und die LCS-2 Schiffe auf demselben Grundprinzip.

## Standorte
Am Hauptstandort in Henderson, Western Australia, betreibt Austal drei Einzelstandorte mit insgesamt neun Bauhallen. Der vierte australische Standort mit einer Bauhalle befindet sich in Margate auf der Insel Tasmanien. Seit 2012 verfügt Austal auch über einen Standort in Balamban auf den Philippinen. Und für die Aufträge der US-Marine betreibt Austal in Mobile, Alabama, eine weitere Werft mit drei Bauhallen.

## Produkte
Die Produktpalette von Austal umfasst im zivilen Bereich Passagier- und Fahrzeugfähren, Privatyachten, Kreuzfahrtschiffe, Hochsee-Versorgungsschiffe, Wohnschiffe, und im behördlichen / militärischen Bereich Patrouillenboote, Küstenkampfschiffe und militärische Hochgeschwindigkeits-Versorgungsschiffe.
Für die verschiedenen Schiffsgattungen hat Austal eigene Bezeichnungen, der als Zahl die Schiffslänge angehängt wird. Fähren für kombinierten Passagier-Fahrzeugtransport tragen die Bezeichnung „Vehicle Passenger“, die Schnellfähren für Passagier- und Fahrzeugtransport werden „Auto Express“ genannt.
| Name                      | Bau-# | Typ                  | Art       | Lieferdatum     | Eigner/Reederei                                                                                     | Land               | Bemerkung                                                                                |
| ------------------------- | ----- | -------------------- | --------- | --------------- | --------------------------------------------------------------------------------------------------- | ------------------ | ---------------------------------------------------------------------------------------- |
| Kurnai Tide               | 10    | Offshore Support 33  | Monohull  | 06/1990         | Tidewater Port Jackson Marine                                                                       | Australien         |                                                                                          |
| Catlink III               | 30    | Auto Express 78      | Katamaran | 1996            | DSB Rederi A/S                                                                                      |                    |                                                                                          |
| Delphin                   | 46    | Auto Express 82      | Katamaran | 05/1996         | TT-Line GmbH & Co                                                                                   | Deutschland        |                                                                                          |
| Felix                     | 52    | Auto Express 82      | Katamaran | 11/1996         | Scandlines                                                                                          | Schweden           |                                                                                          |
| Boomerang                 | 53    | Auto Express 82      | Katamaran | 05/1997         | Polferries                                                                                          | Polen              |                                                                                          |
| Turgut Reis 1             | 54    | Auto Express 60      | Katamaran | 09/1997         | Istanbul Deniz Otobusleri                                                                           | Türkei             | Schwesterschiff Cezayirli Hasan Pasa 1 (# 55)                                            |
| Superstar Express         | 60    | Auto Express 82      | Katamaran | 11/1997         | Star Cruises                                                                                        | Malaysia           |                                                                                          |
| Jade Express              | 61    | Auto Express 48      | Katamaran | 04/1998         | Compagnie Chambon                                                                                   | Guadeloupe         |                                                                                          |
| Adnan Menderes            | 63    | Auto Express 86      | Katamaran | 06/1998         | Istanbul Deniz Otobusleri                                                                           | Türkei             | Schwesterschiff Turgut Ozal                                                              |
| Highspeed 2               | 86    | Auto Express 72      | Katamaran | 05/2000         | Minoan Flying Dolphins                                                                              | Griechenland       | Schwesterschiff Highspeed 3 (# 87)                                                       |
| Jonathan Swift            | 94    | Auto Express 86      | Katamaran | 05/1999         | Irish Ferries                                                                                       | Irland             | als Cecilia Payne in Fahrt                                                               |
| Carmen Ernestina          | 95    | Auto Express 86      | Katamaran | 06/1999         | Conferry                                                                                            | Venezuela          |                                                                                          |
| Villum Clausen            | 96    | Auto Express 86      | Katamaran | 03/2000         | BornholmerFærgen                                                                                    | Dänemark           | Weltrekordhalter 24 Stunden Durchschnittsgeschwindigkeit; als Worldchampion Jet in Fahrt |
| Highspeed 4               | 97    | Auto Express 92      | Katamaran | 07/2000         | Minoan Flying Dolphins                                                                              | Griechenland       |                                                                                          |
| Euroferrys Pacifica       | 114   | Auto Express 101     | Katamaran | 04/2001         | Euroferrys                                                                                          | Spanien            |                                                                                          |
| Spirit of Kangaroo Island | 117   | Vehicle Passenger 50 | Katamaran | 12/2003         | Kangaroo Island Sealink                                                                             | Australien         |                                                                                          |
| Lilia Conception          | 140   | Auto Express 86      | Katamaran | 06/2002         | Conferry                                                                                            | Venezuela          |                                                                                          |
| Anggor Jaya               | 162   | Offshore Support 21  | Monohull  | 2000            | |                    |                                                                                          |
| Bocayna Express           | 196   | Auto Express 66      | Katamaran | 09/2003         | Fred. Olsen Express                                                                                 | Spanien            |                                                                                          |
| Fares Al Salam            | 239   | Auto Express 56      | Katamaran | 04/2002         | El Salam Maritime Co. of Egypt                                                                      | Ägypten            |                                                                                          |
| Spirit of Ontario 1       | 251   | Auto Express 86      | Katamaran | 06/2004         | Canadian American Transportation Systems                                                            | Vereinigte Staaten | als Tanger Jet II im Mittelmeer in Fahrt                                                 |
| Benchijigua Express       | 260   | Auto Express 127     | Trimaran  | 04/2005         | Fred. Olsen Express                                                                                 | Spanien            |                                                                                          |
| Anapaula                  | 261   | Crew / Supply 45     | Monohull  | 02/2002         | Otto Candies LLC                                                                                    | Mexiko             | Schwesterschiff Veronica (# 262)                                                         |
| Shinas                    | 263   | Auto Express 65      | Katamaran | 2008            | Sultanat von Oman                                                                                   | Oman               | Schwesterschiff Hormuz (# 264)                                                           |
| Aremiti 5                 | 266   | Auto Express 56      | Katamaran | 03/2004         | Aremiti Cruise                                                                                      | Tahiti             |                                                                                          |
| Silver Express            | 284   | Auto Express 45      | Katamaran | 11/2005         | L’Express des Iles                                                                                  | Guadeloupe         |                                                                                          |
| Highspeed 5               | 285   | Auto Express 85      | Katamaran | 07/2005         | Hellenic Seaways                                                                                    | Griechenland       |                                                                                          |
| Maria Dolores             | 293   | Auto Express 68      | Katamaran | 02/2006         | Virtu Ferries                                                                                       | Malta              |                                                                                          |
| Osman Gazi 1              | 294   | Auto Express 88      | Katamaran | 2007            | Istanbul Metropolitan Municipality                                                                  | Türkei             | Schwesterschiff Orhan Gazi 1 (# 295)                                                     |
| Riyadh                    | 340   | Auto Express 88      | Katamaran | 2008            | Ägyptische Regierung                                                                                | Ägypten            | Schwesterschiff Cairo (# 341)                                                            |
| Jazan                     | 342   | Auto Express 69      | Katamaran | 04/2009         | Königreich Saudi-Arabien                                                                            | Saudi-Arabien      | Schwesterschiff Farasan (# 343)                                                          |
| Bajamar Express           | 394   | Auto Express 118     | Katamaran | 7. Juli 2020    | Fred. Olsen Express                                                                                 | Spanien            |                                                                                          |
| Bañaderos Express         | 395   | Auto Express 118     | Katamaran | 5. Oktober 2021 | Fred. Olsen Express                                                                                 | Spanien            |                                                                                          |
| Halunder Jet              | 418   | Passender Express 56 | Katamaran | 7. März 2018    | FRS für Larouzio Shipping Co.                                                                       | Deutschland        |                                                                                          |
| Lake Express              | 614   | Auto Express 58      | Katamaran | 06/2004         | Lake Express LLC                                                                                    | USA                |                                                                                          |
| Alakai                    | 615   | Auto Express 107     | Katamaran | 04/2007         | United States Maritime Administration nach Konkurs und Aufgabe des Schiffes durch Hawaii Superferry | USA                |                                                                                          |
| Huakai                    | 616   | Auto Express 113     | Katamaran | unbekannt       | United States Maritime Administration nach Konkurs und Aufgabe des Schiffes durch Hawaii Superferry | USA                |                                                                                          |

## Bilder

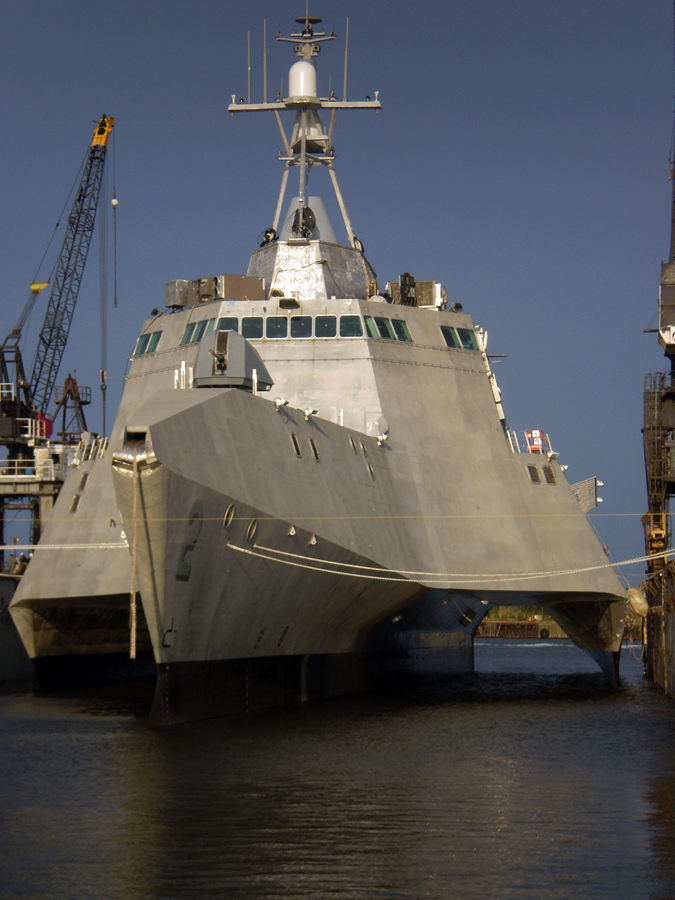
USS Independence
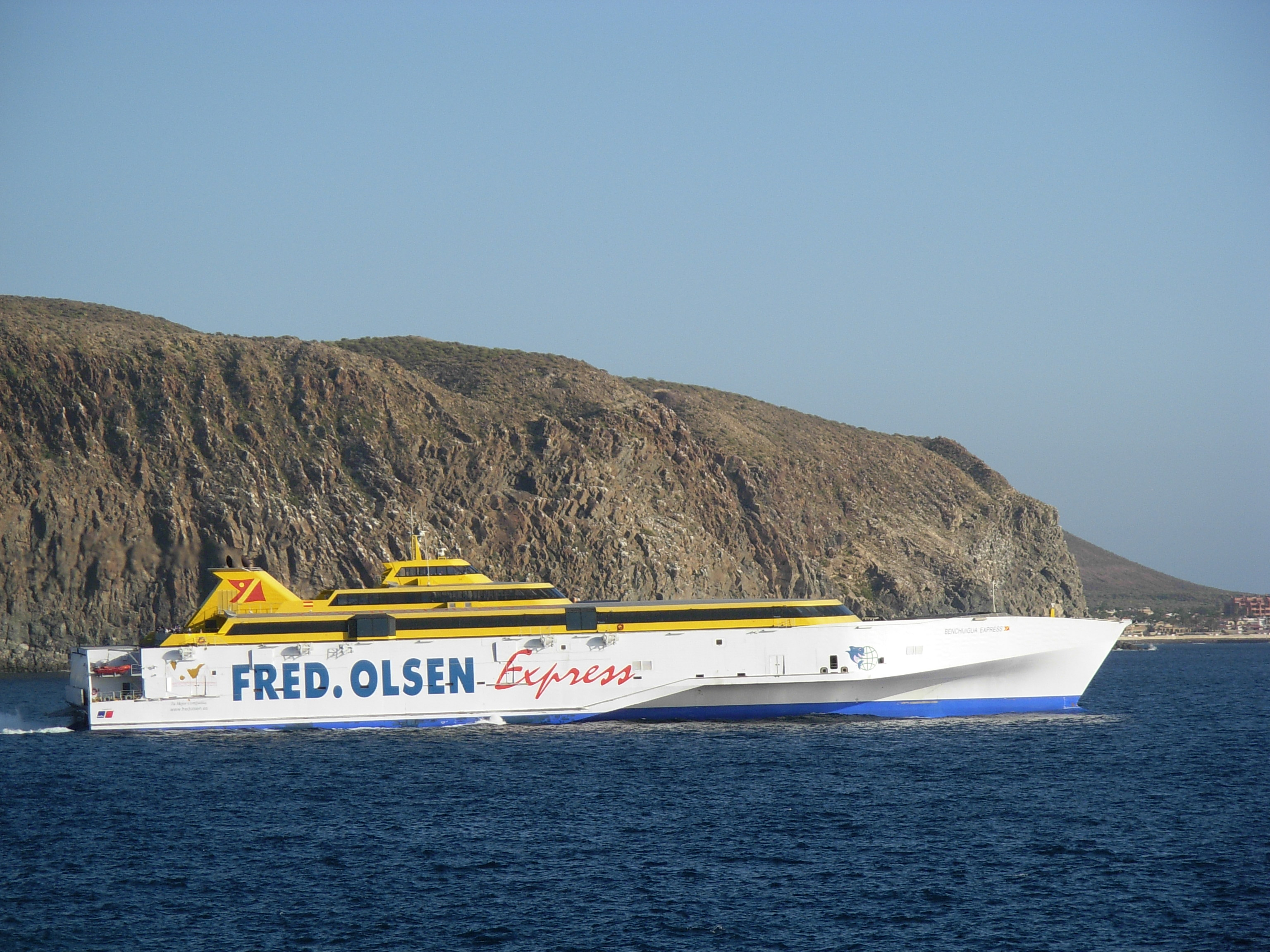
Benchijigua Express
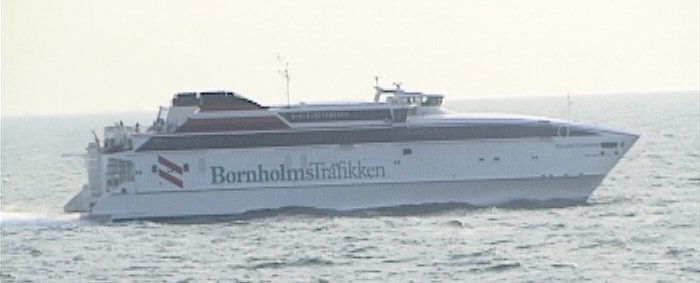
Villum Clausen
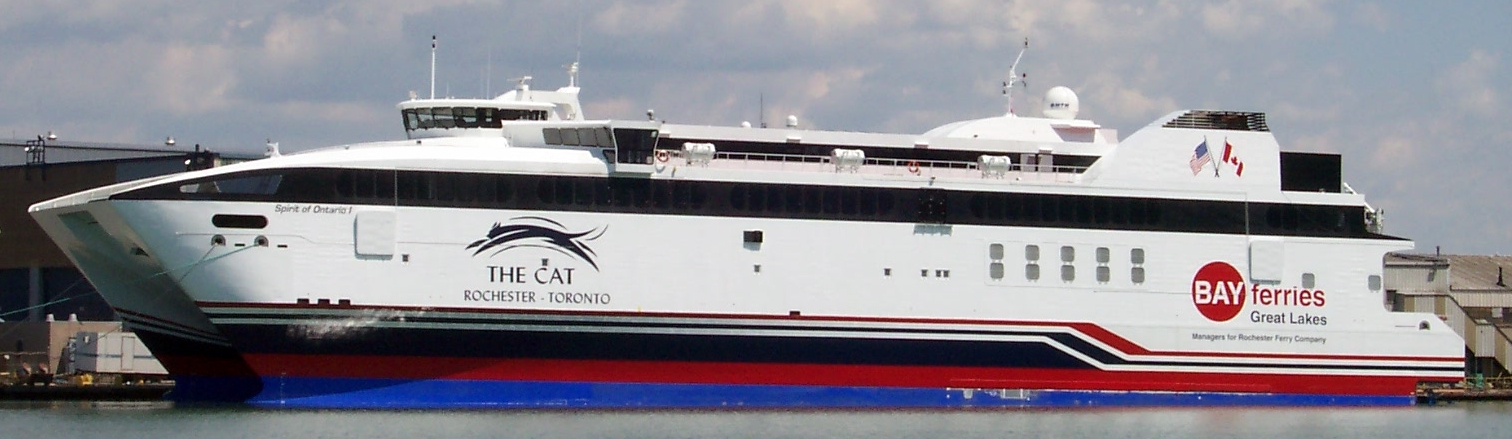
Spirit of Ontario 1
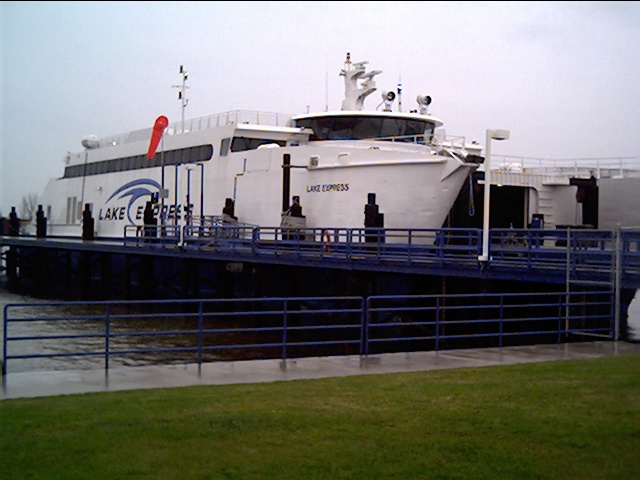
Lake Express
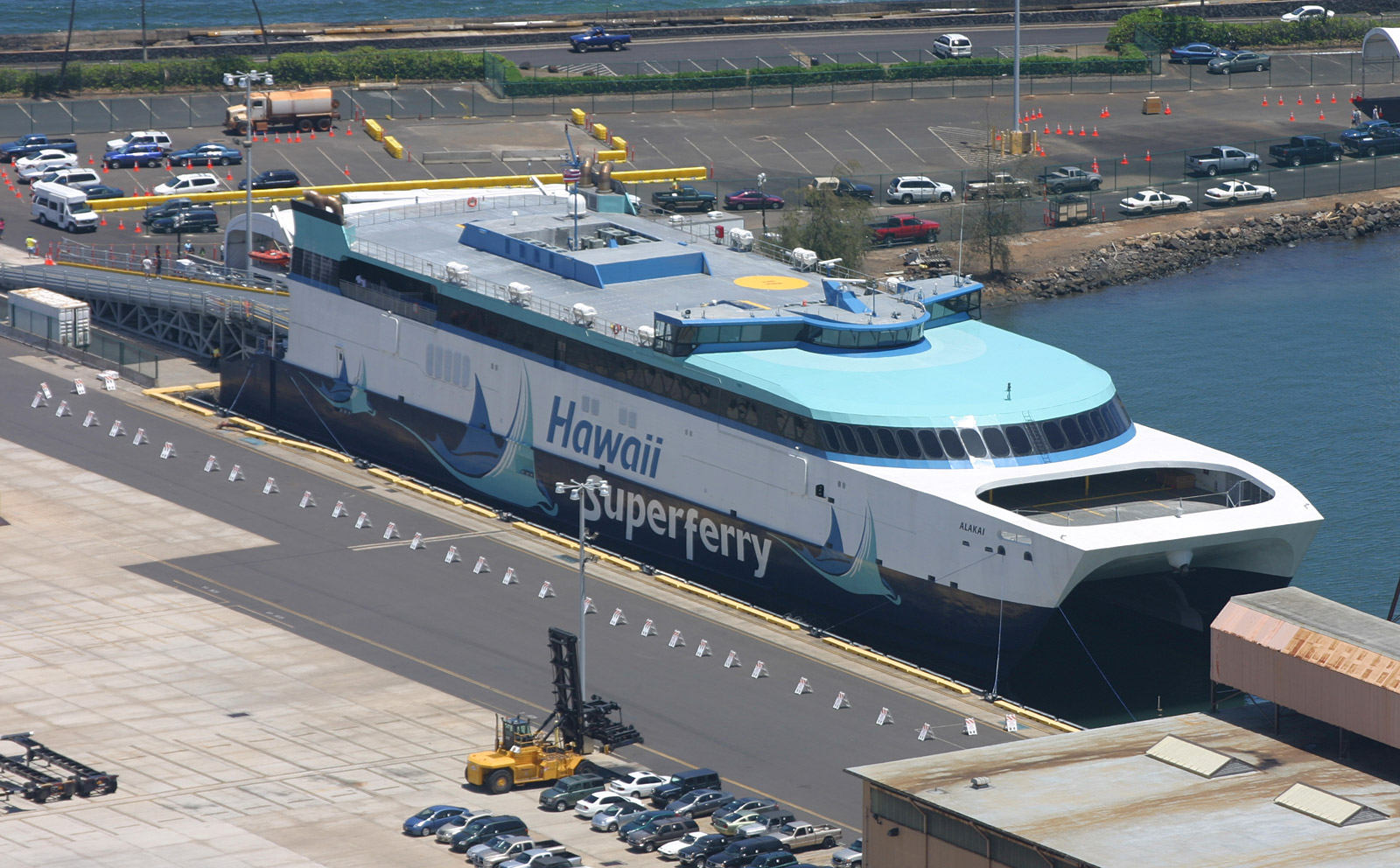
Alakai
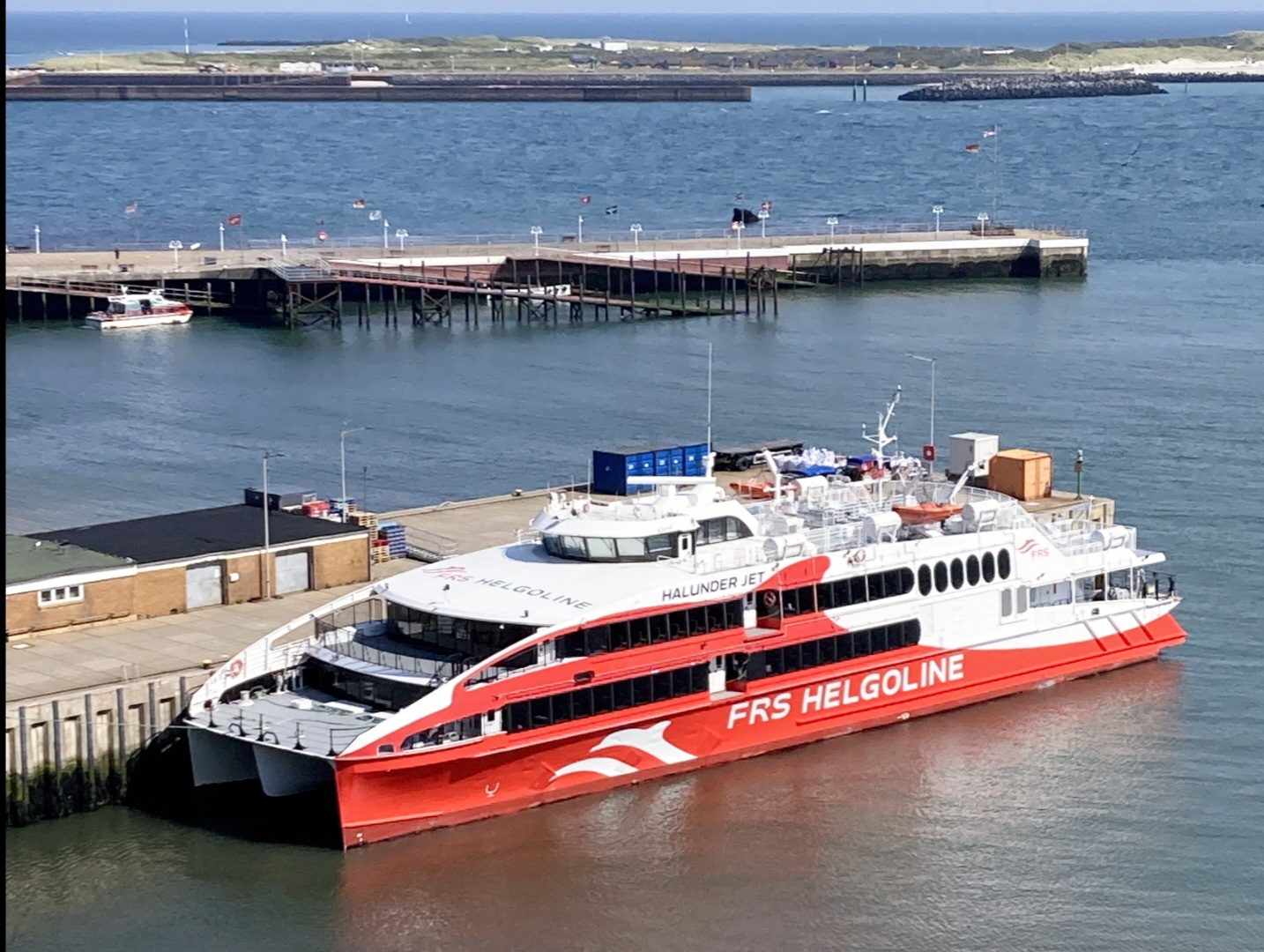
Halunder Jet